# 空前绝后满天飞
《空前绝后满天飞》（英語：Airplane!）是一部1980年的美国喜剧电影。获得了優異的票房收入8,300万美元。其成本大约380万。当年被提名金球奖。这部电影後来名声鹊起，曾被评为百年来最搞笑电影之第二名。之後於1982年推出續集《空前絕後滿天飛2：瞞天過海飛飛飛》。

## 概要
本作是由全編都是由戲仿構成的喜劇電影《The Kentucky Fried Movie》的編劇們一同執導，由Robert Hays 、Julie Hagerty等人演出，並戲仿《國際機場》以及《Zero Hour》等1970年代災難電影的喜劇作品。
本電影預算雖然僅為350萬美金，但卻在北美賺進8345萬美金而大賣。
製作者們也因此獲得全美編劇組合獎最優秀角色獎、金球獎最佳音樂及喜劇電影以及英國電影學院獎最佳劇本獎提名。
另外本作也被美國電影協會選為AFI百年百大喜劇電影的第10名、電影角色史屈克以及魯麥克所講的台詞「Surely you can't be serious.」「I am serious...and don't call me Shirley.」也被選為AFI百年百大電影台詞第79名。在Bravo電視台推出的"100 Funniest Movies"票選中被選為第6名。
以《白頭神探》系列出名的演員萊斯里·尼爾森也因為本作而成為日後他演出喜劇電影的契機之一。

## 剧情
過去是名優秀的戰機駕駛員的泰德•史屈克，因為戰爭帶來的後遺症而造成他為飛機恐懼症而苦。無論如何都要克服恐懼症的泰德，趁機潛入到與他分手的前女友艾蓮的飛機上並且懇求她回到自己的身邊，但艾蓮已經不再愛他。不過在這之間，機長和乘客們都在航行途中因為吃了飛機餐而集體食物中毒，機長以及副機師都因此昏迷而不省人事。於是乘客們的生命安危都只能交在還有恐機症的泰德手上…。

## 角色
- Robert Hays as Ted Striker
- Julie Hagerty as Elaine Dickinson
- 萊斯里·尼爾森 as Dr. Barry Rumack
- 彼得·格雷夫斯 as Captain Clarence Oveur
- Lloyd Bridges as Steve McCroskey
- Robert Stack as Captain Rex Kramer
- Lorna Patterson as Randy, the blonde stewardess
- Stephen Stucker as Air Traffic Controller Johnny Henshaw-Jacobs
- Frank Ashmore as Victor Basta
- Jonathan Banks as Gunderson
- 卡里姆·阿布都-賈霸 as Roger Murdock/himself incognito
- Craig Berenson as Paul Carey
- Barbara Billingsley as Jive Lady
- Lee Bryant as Mrs. Hammen
- Nicholas Pryor as Mr. Jim Hammen
- Joyce Bulifant as Mrs. Davis
- Marcy Goldman as Mrs. Geline
- Barbara Stuart as Mrs. Kramer
- Ross Harris as Joey Hammen
- James Hong as a Japanese General
- Norman Alexander Gibbs as First Jive Dude
- Al White as Second Jive Dude
- David Leisure as First Krishna
- Jill Whelan as Lisa Davis
- 埃塞爾·默爾曼 as Lt. Herwitz

### 友情客串
本作中有編劇、導演以及他們的家人們都友情客串。
- 大衛·薩克、傑瑞·薩克：分別扮演透過航站中心的視窗、引導飛機來到計程車乘車處的誘導地勤。
- 吉姆·亞伯拉罕：演出熱心的傳教信徒。亞伯拉罕的母親也扮演最初坐在魯馬克醫師隔壁的女乘客。
- 夏洛特・薩克（大衛及傑瑞的母親）：扮演因為飛機著陸的聲音而甦醒過來的女乘客。
- 蘇珊・普雷斯蘭（薩克兄弟的妹妹）：扮演負責檢查機票的女職員。
- 埃塞爾·默爾曼：最後出現的士兵。
- Maureen McGovern：扮演安潔莉娜修女（這是對電影《Airport 1975》登場的露絲修女的戲仿）。
- Jimmie Walker：坐在飛機機頭上檢查油量的維修員。
- Howard Jarvis：電影開頭還有片尾登場的計程車乘客。